# Der Toupetkünstler

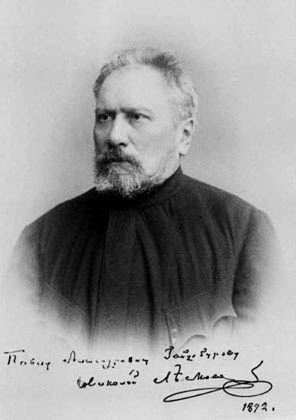
Nikolai Leskow im Jahr 1872

Der Toupetkünstler (russisch Тупейный художник, Tupeiny chudoschnik) ist eine Erzählung des russischen Schriftstellers Nikolai Leskow, die mit dem Datum 19. Februar 1883 im Chudoschestwenny schurnal erschien.
Dieses Totengedenken erinnert an den 19. Februarjul. / 3. März 1861greg., den Tag der Aufhebung der Leibeigenschaft in Russland.

## Hintergrund
Leskow gibt eine Geschichte wieder, die ihm und seinem jüngeren Bruder anno 1840 als Neunjährigem in Orjol von seiner Kinderfrau, der Trinkerin Ljubow Onissimowna, genannt Ljuba, am Grabe ihres Bräutigams Arkadi Iljitsch erzählt wurde.
Feldmarschall Kamenski wurde 1809 wegen Grausamkeit gegen Leibeigene von einem seiner Bauern erschlagen. Er hinterließ zwei Söhne. Der ältere Sergei (1771–1834) betrieb in Orjol ein Liebhabertheater. Leskow hat Vater und Sohn in vorliegendem Text in einer Person dargestellt.
Alexander Herzen hatte den Stoff bereits 1848 in seiner Diebischen Elster verarbeitet.

## Inhalt
Der Toupetkünstler Arkadi war ein schöner junger Mann und von jedermann wohlgelitten. Der Leibeigene war zwar ein Günstling seines Herrn, des Grafen Kamenski, bekam aber nie Geld in die Hand. Arkadi wirkte beim Grafen als Friseur, Barbier und Maskenbildner. Die 19-jährige Schauspielerin Ljuba und der 25-jährige Arkadi liebten sich.
Einmal im bitterkalten Winter rief der Graf Arkadi zu sich und befahl ihm, die Schauspielerin Ljuba für ihren abendlichen Auftritt zurechtzumachen und sie ihm nach der Vorstellung als Heilige Cäcilie gekleidet zu bringen. Arkadi wankte, denn das hieß, Ljuba durfte eine Weile mit dem Grafen als Odaliske das Nachtlager teilen.
Dazu kam es nicht. Arkadi entführte Ljuba. Das Ziel war die türkische Stadt Kütschük. Dorthin war schon manchem die Flucht vor dem Grafen gelungen. Unterwegs wollte sich das junge Paar bei einem Priester im Dorf Suchaja Orliza trauen lassen. Sieben Jäger des Grafen mit Morgensternen, langen Jagdpeitschen und Hundeleinen waren den beiden Flüchtigen dicht auf den Fersen. Der Priester strich von Arkadi das Geld für die Trauung ein, verriet aber das Paar an die in sein Haus eingedrungenen Verfolger.
Arkadi wurde am Hofe des Grafen direkt unter der Kammer Ljubas gefoltert. Das Mädchen musste das Stöhnen ihres Bräutigams mitanhören.
Im Theater konnte Ljuba nicht mehr auftreten. Da sie anscheinend den Verstand verloren hatte, wurde sie in den Viehhof gebracht. Dorthin kamen damals solche Menschen, die den Tieren ähnlich geworden waren. Ihren Kummer betäubte Ljuba mit Alkohol.
Nachdem Arkadi von den Jägern des Grafen gezüchtigt worden war, wurde ihm als ehemaligem Günstling des Grafen eine Gnade erwiesen. Er durfte sich bei den Soldaten in der Schlacht als Sergeant bewähren. Arkadi atmete auf. Die Herrentyrannei hatte ein Ende.
Drei Jahre später: Ljuba arbeitete im Kälberstall. Zum Theater konnte sie nicht zurück. Seit der Flucht nach Kütschük hatte sie Erfrierungen an den Füßen. Zum Tanz auf der Bühne fehlte ihr die Kraft in den Zehenspitzen.
Arkadi, inzwischen Offizier geworden und geadelt, kehrte nach Orjol zurück und hielt sich in der Vorstadt Puschkar auf. Mit seiner Barschaft von fünfhundert Rubeln wollte er Ljuba beim Grafen freikaufen. Noch ehe Arkadi zum Grafen vordringen konnte, schnitt der Puschkarer Wirt des Nachts dem schlafenden Gast die Kehle durch und nahm das Geld an sich.

## Deutschsprachige Ausgaben
Verwendete Ausgabe:
- Der Toupetkünstler. Deutsch von Wilhelm Plackmeyer. S. 166–193 in Eberhard Reißner (Hrsg.): Nikolai Leskow: Gesammelte Werke in Einzelbänden. Der Gaukler Pamphalon. 616 Seiten. Rütten & Loening, Berlin 1971 (1. Aufl.)

## Adaptionen
- 1923: Комедиантка (Komediantka), Verfilmung, Sowjetunion, Regie: Alexander Wiktorowitsch Iwanowski[9]

- 1954: Der Toupetkünstler – Hörspielbearbeitung von Günter Eich für den Hessischen Rundfunk; Regie: Fränze Roloff. Es sprachen u. a. Hanns Ernst Jäger, Jürgen Goslar, Benno Sterzenbach, Dagmar Altrichter und Heinrich Troxbömker[10]